# جزيرة بيلورم

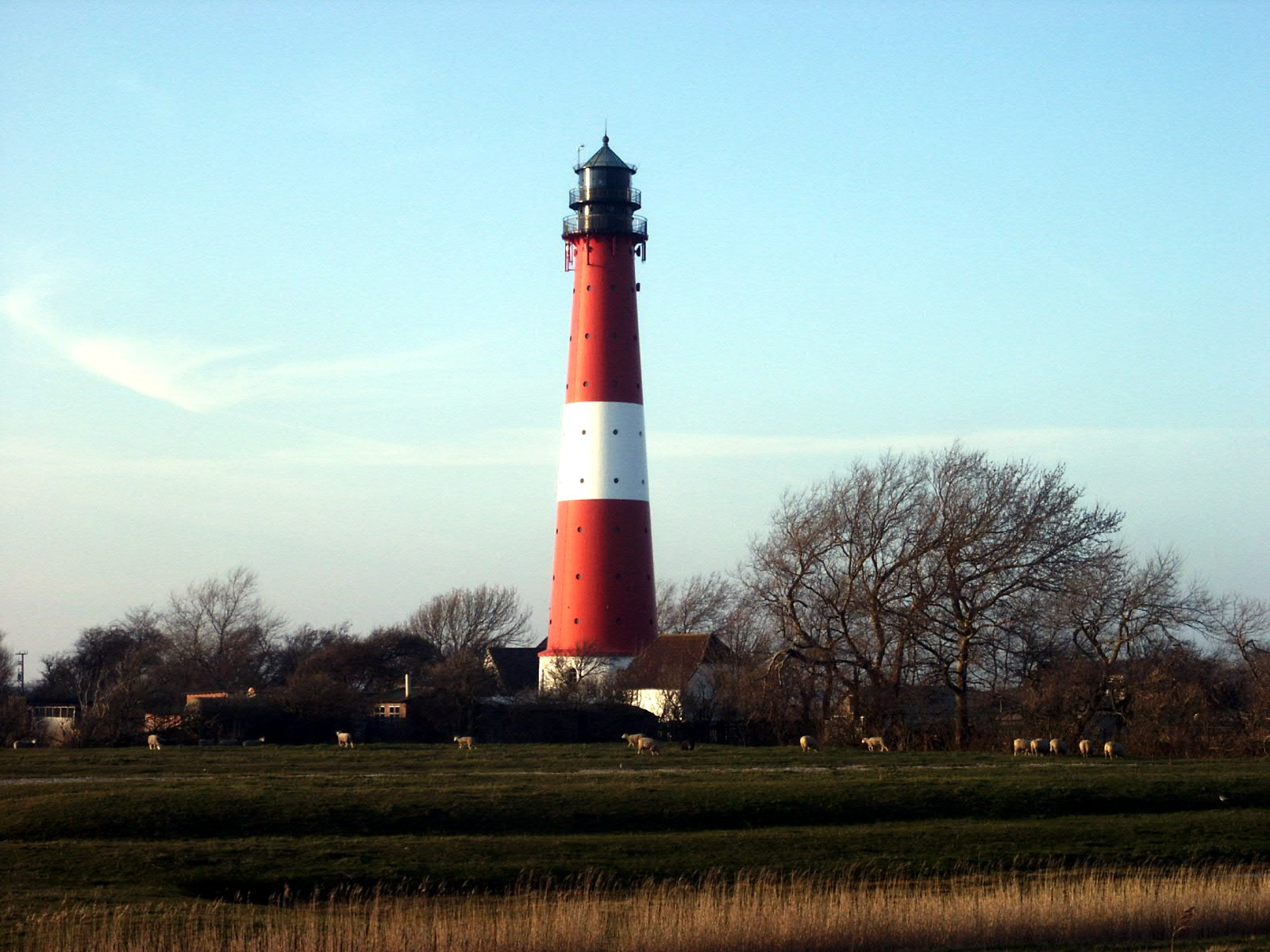
جزيرة بيلورم

جزيرة بيلورم (Pellworm) هي بلدية في مقاطعة شمال فريسلاند، في ولاية شليسفيغ هولشتاين، ألمانيا.

## المساحة
الجزيرة واحدة من الجزر الفريزية الشمالية على ساحل بحر الشمال في ألمانيا. تبلغ مساحتها 37 كيلومتر مربع ، ويبلغ عدد سكانها حوالي 1200 نسمة.

## العصور الوسطى
في العصور الوسطى كانت جزيرة بيلورم جزءًا من جزيرة ستراند الأكبر التي تمزق إلى قطع في فيضان بركحيدي الكارثي في عام 1634. بقايا أخرى من ستراند هي نوردستراند وهاليغن. كل هذه تنتمي إلى المنطقة التاريخية من يوثلاند (Uthland).